# Schokland
Schokland (municipio de Noordoostpolder) es una antigua isla del golfo neerlandés de Zuider Zee. Schokland perdió su estatus de isla cuando el Noordoostpolder fue ganado al mar en 1942. La antigua situación es aún perceptible ya que Schokland se encuentra a unos pocos metros por encima del pólder y por los diques, aún intactos, de «Middelbuurt».
Desarrollado como respuesta a la subida del nivel del mar, Schokland se convirtió en un sitio seguro durante la Edad Media, pero aún resultó una situación peligrosa tras las inundaciones del siglo XIX. En ese momento, los habitantes de Schokland se refugiaron en las tres partes más altas de la isla, Emmeloord, Molenbuurt y Middelbuurt. Un maremoto destruyó la gran isla en 1825, y el gobierno decidió abandonar la ocupación de la isla en 1859.
Hoy en día, Schokland es un conocido lugar arqueológico y abriga el Museo Schokland. También fue el primer sitio neerlandés en ser inscrito, en 1995, en la lista del Patrimonio de la Humanidad de la Unesco de los Países Bajos.
Desde el 1 de noviembre de 2008, Schokland está considerado un pueblo, una localidad en sí misma perteneciente al municipio de Noordoostpolder.